# Jacob Stamperius
Jacob Stamperius (Wilhelminadorp, gemeente Kattendijke, 8 april 1858 – Zeist, 23 januari 1936) was een Nederlands onderwijzer, kinderboekenschrijver, redacteur en literair criticus, vooral bekend vanwege zijn invloedrijke werk op het gebied van jeugdliteratuur.

## Biografie
Stamperius werd geboren in een bakkersgezin in Zeeland. Hij groeide op met vier broers en twee zusters. In 1883 trad Stamperius te Haarlem in het huwelijk met Grietje Blokland. Na haar overlijden hertrouwde hij in 1920 met Maria Balk. Uit beide huwelijken werd een dochter geboren. Zijn eerste dochter, Maria Johanna, publiceerde later onder de naam M.J. Molanus-Stamperius ook enkele kinderboeken. Zijn tweede dochter was verzetsstrijdster Jaco Stamperius. Schrijfster Hannemieke Stamperius (die publiceerde onder haar eigen naam en onder de pseudoniemen Hannes Meinkema en Justa Abbing) was zijn kleindochter.

### Loopbaan
Zijn loopbaan begon in het onderwijs. Hij was werkzaam als onderwijzer in Aalsmeer, Haarlem en aan de burgerschool in Alkmaar. In 1883 werd hij schoolhoofd in Amsterdam. Wegens gezondheidsproblemen legde hij deze functie in 1903 neer om als schoolopziener in Baarn te gaan werken.

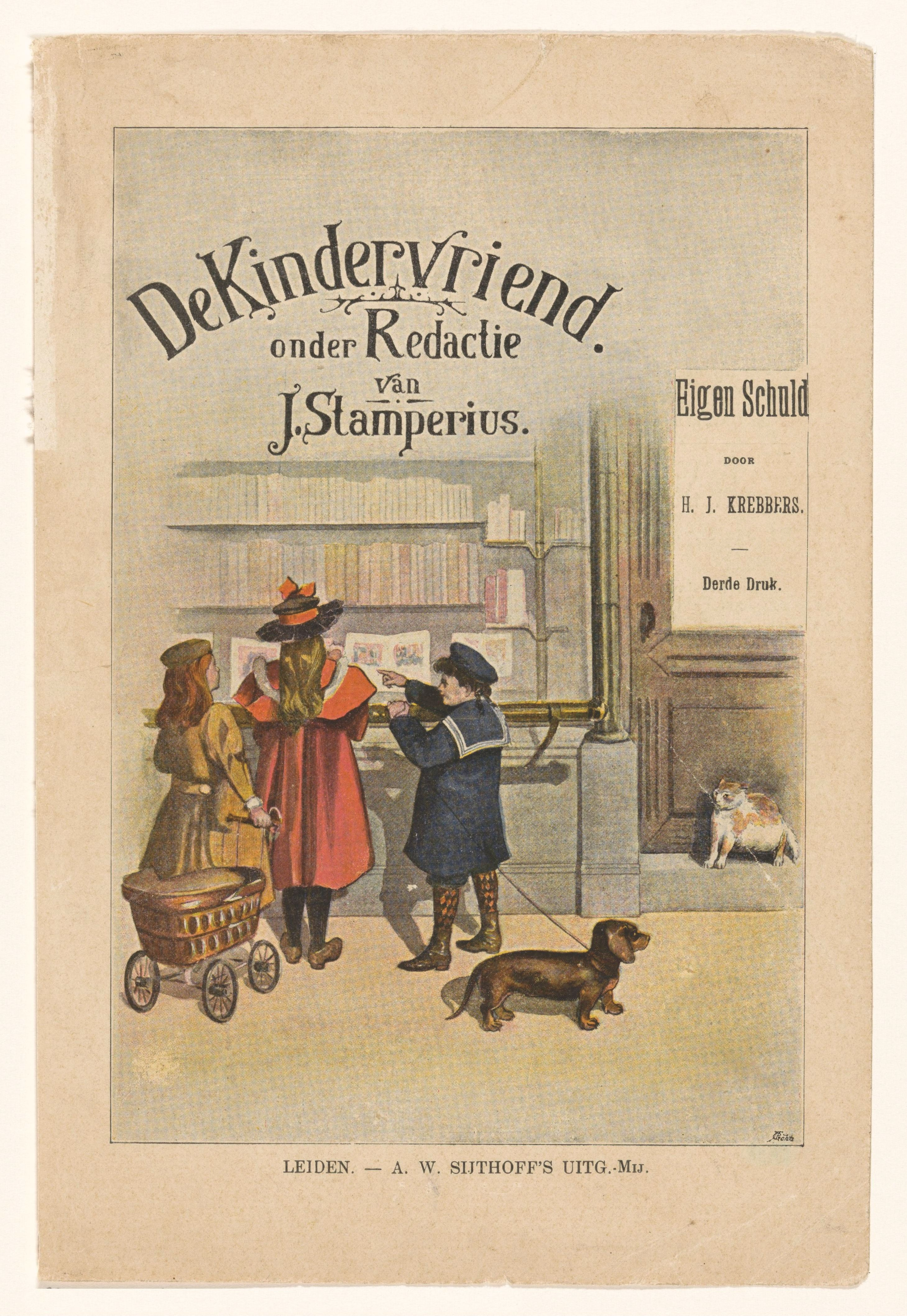
De Kindervriend, onder redactie van J. Stamperius

Naast zijn onderwijswerk wijdde Stamperius zich aan de kinderlectuur. Zijn schrijversdebuut maakte hij in 1888 met Het veerhuis aan de Ooster-Schelde, dat verscheen in De Nieuwe Bibliotheek voor de Jeugd, een reeks waarvoor hij jarenlang de redactie voerde. De serie werd in 1918 hernoemd tot Stamperius-Bibliotheek en omvatte meer dan 160 titels. Daarnaast was hij redacteur van De Kindervriend, een kinderboekenreeks uitgegeven door Sijthoff in Leiden. Hij leverde bijdragen aan diverse kindertijdschriften, waaronder Voor 't jonge volkje, Ons blaadje, Onze kinderen en Ons genoegen.
Stamperius had uitgesproken ideeën over wat een goed kinderboek moest zijn. In zijn publicaties, waaronder Schoolbibliotheken (1885) en Over kinderlectuur (1910), formuleerde hij duidelijke richtlijnen. Een goed kinderboek moest boeiend zijn, zowel het verstand als het gevoel aanspreken, moreel verantwoord zijn en religieuze overtuigingen respecteren. Op basis van deze principes verwierp hij werken van populaire auteurs zoals Gustave Aimard en Jules Verne, die volgens hem niet geschikt waren voor kinderen vanwege hun gewelddadige of te complexe inhoud.
Zijn eigen werk omvatte een breed scala aan genres: verhalen uit het dagelijks kinderleven, historische vertellingen, reisverhalen en sprookjes. De Drie kwajongens-serie, ook wel Drie Japen-serie genoemd, verschenen tussen 1891 en 1910, vormde het hart van zijn oeuvre. De tien delen beschrijven op levendige wijze de jeugdavonturen van drie vrienden, waarbij baldadigheid steevast gevolgd wordt door inkeer. De serie is gebaseerd op zijn eigen jeugdherinneringen. Het strand aan de Oosterschelde speelt een prominente rol in deze verhalen.
Samen met H. Hinse publiceerde hij ’t Verteluurtje (1893), waarin het opvoedkundige belang van vertellen werd benadrukt. In samenwerking met H.J. Krebbers bewerkte hij De verhalen der duizend en één nacht (1900–1905) tot een serie van tien delen. Daarnaast stelde hij bloemlezingen samen van andere auteurs, zoals De reis van schipper Bontekoe en andere verhalen (1912) en Het bankbiljet en andere verhalen (1914).

## Eerbetoon
In Wilhelminadorp werd de Stamperiusschool naar hem vernoemd. Ook heeft het dorp een Stamperiusstraat.
- Biografisch Portaal: 95053518
- Digitale Bibliotheek voor de Nederlandse Letteren: stam006
- Gemeinsame Normdatei: 172800595
- International Standard Name Identifier: 0000 0003 5825 169X
- Library of Congress Control Number: no98073498
- Nederlandse Thesaurus van Auteursnamen: 068711115
- Virtual International Authority File: 205209739